# Massacre de Coushatta
O massacre de Coushatta (1874) foi um ataque de membros da Liga Branca, uma organização paramilitar de supremacia branca composta por democratas sulistas brancos, contra detentores de cargos republicanos e libertos em Coushatta, a sede da Paróquia de Red River, Louisiana. Eles assassinaram 6 republicanos brancos e de 5 a 20 libertos que eram testemunhas.
A Liga Branca havia se organizado para restaurar a supremacia branca expulsando os republicanos da Louisiana, interrompendo sua organização política e intimidando ou assassinando libertos. Assim como os Camisas Vermelhas e outras organizações da “Linha Branca”, eles foram descritos como “o braço militar do Partido Democrata”.

## Contexto
No período após a Guerra Civil Americana, Marshall H. Twitchell [en], um veterano do Exército da União de Vermont que havia liderado as Tropas Coloridas dos Estados Unidos, passou em um exame administrativo e foi para a Paróquia de Red River, Louisiana, para se tornar um agente da Agência de Libertos [en]. Ele se casou com Adele Coleman, uma jovem mulher local. A família dela o ensinou sobre o cultivo de algodão. Em 1870, Twitchell foi eleito como republicano para o Senado do Estado da Louisiana. Ele nomeou seu irmão e três cunhados (estes últimos nativos da paróquia) para cargos locais, incluindo xerife, avaliador de impostos e escrivão do tribunal. Twitchell trabalhou para promover a educação e estender a representação pública e os direitos civis aos ex-escravos, conhecidos como libertos.
A Liga Branca surgiu no vale do Rio Vermelho em 1874, primeiro na Paróquia de Grant e nas paróquias vizinhas. Era um grupo de veteranos confederados cujo objetivo declarado era “o extermínio dos carpetbaggers [en]” e a restauração da supremacia branca. A maioria deles havia pertencido às milícias brancas que participaram do massacre de Colfax, mas posteriormente surgiram unidades em outras comunidades do estado. Diferentemente da secreta Ku Klux Klan, a Liga Branca operava abertamente e era mais organizada. Sua intenção era derrubar o governo republicano. Eles tinham como alvo os detentores de cargos republicanos locais para magnicídio, interrompiam a organização política e aterrorizavam os libertos e seus aliados. Um historiador os descreveu como “o braço militar do Partido Democrata”.
Em Coushatta, a Liga Branca criticou a liderança republicana. Os membros acusaram publicamente Twitchell e seus cunhados de incitarem o que chamaram de “uma rebelião negra”.

## O ataque
Na noite de 25 de agosto de 1874, Thomas Floyd, um fazendeiro afro-americano, foi assassinado em Brownsville [en]. Em seguida, membros da Liga Branca prenderam vários republicanos brancos e vinte libertos, acusando-os de planejar uma “rebelião negra”. Entre os republicanos brancos estavam o xerife Edgerton, William Howell (advogado da paróquia), Robert Dewees (coletor de impostos da Paróquia de De Soto), Homer Twitchell (coletor de impostos e irmão de Marshall Twitchell) e três cunhados, Monroe Willis e Clark Holland; Marshall Twitchell estava em Nova Orleans em uma convenção estadual republicana. Em dois dias, centenas de brancos armados chegaram a Coushatta.
Depois de manterem seus reféns por vários dias, os captores forçaram os titulares dos cargos a assinarem uma declaração dizendo que deixariam imediatamente a Louisiana. Enquanto viajavam para fora da região, seis cativos brancos foram assassinados por um bando de brancos armados liderados por Dick Coleman.
Em outros lugares em Coushatta e nas proximidades, os brancos atacaram vários afro-americanos, resultando em pelo menos quatro mortes. Levin Allen teve seus braços e pernas quebrados antes de ser queimado vivo. Louis Johnson e Paul Williams, dois dos libertos presos pela Liga Branca, foram enforcados por Dick Coleman e seus aliados.
Embora 25 homens tenham sido presos pelo massacre, por falta de provas, nenhum foi levado a julgamento.

## Consequências
A violência continuou em todo o estado. O massacre de Coushatta foi logo seguido por uma grande insurreição da Liga Branca em Nova Orleans, onde eles esperavam instalar o democrata John McEnery [en] como governador. Ele havia sido um dos concorrentes na disputada eleição estadual de 1872, na qual ambos os partidos reivindicaram a vitória. Na Batalha de Liberty Place [en], em Nova Orleans, 5.000 membros da Liga Branca venceram 3.500 soldados da Polícia Metropolitana e da milícia estadual. Depois de exigir a renúncia do governador republicano William Pitt Kellogg [en], a Liga Branca assumiu o controle da Canal Street, da prefeitura, da sede do estado e do arsenal.
Essa rebelião armada finalmente forçou o presidente Ulysses S. Grant a atender ao pedido do governador para enviar reforços à Louisiana. Então, em três dias, Kellogg estava de volta ao cargo devido à chegada das tropas federais. A Liga Branca desapareceu antes da chegada das tropas. Mais tropas chegaram em um mês para tentar domar o vale do Rio Vermelho. A decisão de Grant de enviar tropas provavelmente foi tarde demais para impedir uma maior consolidação do poder democrata. Na eleição de 1876, os Democratas Redentores brancos obtiveram a maioria na legislatura estadual.
Dois anos depois, quando Twitchell retornou brevemente à Paróquia de Red River, foi baleado seis vezes (duas em cada braço e uma em cada perna), possivelmente por um rival local, James G. Marston ou Dick Coleman. Seu cunhado remanescente, George King, morreu no ataque. Embora Twitchell tenha sobrevivido, seus ferimentos lhe custaram a perda de ambos os braços.